# هرو (استان ساسانی)
هَرِو (به انگلیسی:Harev) (همچنین هَرِی) یک استان ساسانی در منطقه خراسان است که با استان‌های کوشان‌ شهر در شرق، ابرشهر در غرب، مرو در شمال و سَکِستان در جنوب هم‌مرز بوده‌است.

## نام
ریشهٔ نام هرو در پارسی میانه (پارسی میانه: 𐭧𐭥𐭩𐭥 هرو، پارتی: 𐭇𐭓𐭉𐭅 Harēw، سغدی: Harēw) از نام پارسی باستان (𐏃𐎼𐎡𐎺 هارایوا) آمده‌است.

## تاریخچه
از هرو نخستین بار در کتیبهٔ شاپور یکم در کعبهٔ زرتشت نام برده شده است. در زمان سلطنت وی، شهر پوشنگ در نزدیکی پایتخت هرو تأسیس شد ، که نامی مشابه با استان خود داشت.  امروزه این شهر، به نام هرات شناخته می‌شود. در حدود سال ۴۳۰ میلادی، ساکنان این منطقه بیشتر به سمت دین مسیحیت گرایش داشتند.
این استان نقش کلیدی در جنگ میان ساسانیان، خیونان و هپتالیان داشت که مردمی کوچ‌نشین بودند و در اواخر قرن چهارم میلادی در اطراف فرارود و تخارستان زندگی می‌کردند. در دوران سلطنت پیروز یکم (۴۵۹–۴۸۴ م) یک گروه از اشراف ارمنی در هرو توسط برادر ناتنی او ایزد گشنسپ سکنی داده شدند.
در سال۴۸۴ میلادی، پیروز یکم از ارتش هپتالی‌ها به سرکردگی خوش‌نواز شکست خورده و کشته‌ شد. پس از آن استان هرو، اشغال شده و در دست هپتالی‌ها باقی ماند تا این‌که قباد یکم(۴۸۸–۴۹۶ م. و ۴۹۸–۵۳۱ م) در ابتدای دومین سال سلطنتش این استان را باز پس گرفت. در زمان سلطنت پسرش خسرو یکم (۵۳۱–۵۷۹ م) این استان به صورت رسمی بخشی از خراسان شد.
در سال ۵۸۸ میلادی، در زمان سلطنت هرمز چهارم (حدود ۵۷۹–۵۹۰ م)، اسقف‌های نسطوری از هرو به پایتخت ساسانی تیسفون رفتند تا در سینود ایشویهب شرکت کنند. در همان سال، هرو در پی جنگ ساسانیان و ترک‌ها توسط حاکم گوک‌ترک‌ها باغا خاقان (با نام ساوه شاه / صبا در منابع ایرانی شناخته‌می‌شود) اشغال شد، اما بعداً وی توسط بهرام چوبین شکست خورده و کشته شد. پس از مرگ آخرین پادشاه ساسانی یزدگرد سوم (۶۳۲–۶۵۱ م) این استان توسط حاکم هپتالی بادغیس به نام نیزک ترخان ضمیمه شد و یک سال بعد، این استان را اعراب فتح کردند.

## ضرب سکه
هرو به عنوان ضرابخانهٔ سکه فعالیت می‌کرد. چندین سکهٔ طلا و مس در پایتخت آن یافت شده‌است که به وضوح مربوط به دورهٔ ساسانیان است، اگرچه ساسانیان به‌طور معمول سکهٔ طلا ضرب نمی‌کردند اما هرو یک استثنا بود. سکه‌های طلا یک پرتره از حاکم را از یک طرف نشان می‌دهد، در حالی که یک آتشکده در طرف دیگر قرار دارد. برخی از نام‌های فرمانداران روی سکه‌ها شباهت نزدیکی با نام‌های ساسانیان هند دارد که نشان می‌دهد فرمانروایان ساسانی هند نیز، در بعضی مواقع بر هرو کنترل داشته‌اند.

## برای مطالعهٔ بیشتر
- Greatrex, Geoffrey; Lieu, Samuel N. C. (2002). The Roman Eastern Frontier and the Persian Wars (Part II, 363–630 AD). New York, New York and London, United Kingdom: Routledge (Taylor & Francis). ISBN 0-415-14687-9. Greatrex, Geoffrey; Lieu, Samuel N. C. (2002). The Roman Eastern Frontier and the Persian Wars (Part II, 363–630 AD). New York, New York and London, United Kingdom: Routledge (Taylor & Francis). ISBN 0-415-14687-9. Greatrex, Geoffrey; Lieu, Samuel N. C. (2002). The Roman Eastern Frontier and the Persian Wars (Part II, 363–630 AD). New York, New York and London, United Kingdom: Routledge (Taylor & Francis). ISBN 0-415-14687-9.
- Pourshariati, Parvaneh (2008). Decline and Fall of the Sasanian Empire: The Sasanian-Parthian Confederacy and the Arab Conquest of Iran. London and New York: I.B. Tauris. ISBN 978-1-84511-645-3. Pourshariati, Parvaneh (2008). Decline and Fall of the Sasanian Empire: The Sasanian-Parthian Confederacy and the Arab Conquest of Iran. London and New York: I.B. Tauris. ISBN 978-1-84511-645-3. Pourshariati, Parvaneh (2008). Decline and Fall of the Sasanian Empire: The Sasanian-Parthian Confederacy and the Arab Conquest of Iran. London and New York: I.B. Tauris. ISBN 978-1-84511-645-3.
- Zarrinkub, Abd al-Husain (1975). "The Arab conquest of Iran and its aftermath". The Cambridge History of Iran, Volume 4: From the Arab Invasion to the Saljuqs. Cambridge: Cambridge University Press. pp. 1–57. ISBN 978-0-521-20093-6. Zarrinkub, Abd al-Husain (1975). "The Arab conquest of Iran and its aftermath". The Cambridge History of Iran, Volume 4: From the Arab Invasion to the Saljuqs. Cambridge: Cambridge University Press. pp. 1–57. ISBN 978-0-521-20093-6. Zarrinkub, Abd al-Husain (1975). "The Arab conquest of Iran and its aftermath". The Cambridge History of Iran, Volume 4: From the Arab Invasion to the Saljuqs. Cambridge: Cambridge University Press. pp. 1–57. ISBN 978-0-521-20093-6.
- Morony, M. (1986). Encyclopaedia Iranica, Vol. II, Fasc. 2. pp. 203–210 http://www.iranicaonline.org/articles/arab-ii. {{cite encyclopedia}}: Missing or empty |title= (help)
- Vogelsang, W. J. (2003). Encyclopaedia Iranica, Vol. XII, Fasc. 2. pp. 205–206 http://www.iranicaonline.org/articles/herat-ii. {{cite encyclopedia}}: Missing or empty |title= (help)
- Schindel, Nikolaus (2013). Encyclopaedia Iranica, Vol. XVI, Fasc. 2. pp. 136–141 http://www.iranicaonline.org/articles/kawad-i-reign. {{cite encyclopedia}}: Missing or empty |title= (help)
- Fisher, William Bayne; Yarshater, Ehsan (1983). The Cambridge History of Iran: The Seleucid, Parthian and Sasanian periods. Cambridge University Press. ISBN 978-0-521-24693-4. Fisher, William Bayne; Yarshater, Ehsan (1983). The Cambridge History of Iran: The Seleucid, Parthian and Sasanian periods. Cambridge University Press. ISBN 978-0-521-24693-4. Fisher, William Bayne; Yarshater, Ehsan (1983). The Cambridge History of Iran: The Seleucid, Parthian and Sasanian periods. Cambridge University Press. ISBN 978-0-521-24693-4.
- Bosworth, C. Edmund (2000). Encyclopaedia Iranica, Vol. X, Fasc. 3. London u.a. pp. 229–230 http://www.iranicaonline.org/articles/fusanj. {{cite encyclopedia}}: Missing or empty |title= (help)
- C. Edmund, Bosworth (2007). Historic Cities of the Islamic World. BRILL. pp. 1–615. ISBN 9789004153882. Retrieved 25 February 2016. C. Edmund, Bosworth (2007). Historic Cities of the Islamic World. BRILL. pp. 1–615. ISBN 9789004153882. Retrieved 25 February 2016. C. Edmund, Bosworth (2007). Historic Cities of the Islamic World. BRILL. pp. 1–615. ISBN 9789004153882. Retrieved 25 February 2016.
- Potts, Daniel T. (2014). Nomadism in Iran: From Antiquity to the Modern Era. London and New York: Oxford University Press. pp. 1–558. ISBN 978-0-19-933079-9. Potts, Daniel T. (2014). Nomadism in Iran: From Antiquity to the Modern Era. London and New York: Oxford University Press. pp. 1–558. ISBN 978-0-19-933079-9. Potts, Daniel T. (2014). Nomadism in Iran: From Antiquity to the Modern Era. London and New York: Oxford University Press. pp. 1–558. ISBN 978-0-19-933079-9.